# New Line Cinema
New Line Cinema — американская студия кинопроизводства и лейбл киноподразделения Warner Bros. Entertainment. Она была основана в 1967 году Робертом Шэйем как независимая компания по распространению фильмов; позже она стала киностудией. В 1994 году она была приобретена компанией Turner Broadcasting System; позже Turner объединилась с Time Warner (WarnerMedia с 2018 по 2022 год и Warner Bros. Discovery с 2022 года) в 1996 году, а New Line была объединена с Warner Bros. Pictures в 2008 году.

## История
Образована в 1967 году основателем компании Робертом Шэйем; ныне дочерняя структура медиа-корпорации WarnerMedia. Включает подразделения по театральному прокату, сбыту, домашнему видео, а также отделение, специализирующееся на независимом кино, носящее название Picturehouse. 
Компания широко известна по таким франшизам, как «Властелин колец», «Хоббит», «Остин Пауэрс», «Блэйд», «Пункт назначения», «Маска», «Тупой и ещё тупее», «Кошмар на улице Вязов», фильмам «Плутовство», «Смертельная битва», а также кинолентам с участием Джеки Чана — «Разборка в Бронксе», «Первый удар», «Мистер Крутой» и серия фильмов «Час пик». Иногда в шутку New Line Cinema называют «Домом, который построил Фредди» из-за франшизы «Кошмар на улице Вязов», сделавшей студию знаменитой.
В 2008 году New Line Cinema была поглощена компанией Warner Bros. из-за финансовых проблем. New Line Cinema специализировалась на фантастическом кино и лентах с широкомасштабными визуальными эффектами.